# Saint-Germain-des-Prés Café III
Albums de Various
Saint-Germain-des-Prés Café II Saint-Germain-des-Prés Café IV
Saint-Germain-des-Prés Café volume III est la troisième compilation Saint-Germain-des-Prés Café parue en 2003.

## Liste des titres
| 1.    | Trying (Butti-49 Nu Niveau Mix)                      | Nuspirit Helsinki         |  |
| 2.    | High Jazz (featuring Joseph Malik)                   | Trüby Trio                |  |
| 3.    | Quiet Night (Nicola Conte "Out of The Cool" Version) | Infracom presents Re:Jazz |  |
| 4.    | Ping Pong                                            | Big Bang                  |  |
| 5.    | Kool Bavaria (Patchworks Remix)                      | Crusho                    |  |
| 6.    | Channel Zero (featuring Lady Gattica)                | Eric Pierre               |  |
| 7.    | Summertime                                           | Patchworks                |  |
| 8.    | Un Eté à Paris                                       | DJ Cam                    |  |
| 9.    | Conchita's Cabine                                    | Briskey                   |  |
| 10.   | R. Bvor                                              | Variety Lab               |  |
| 11.   | The Novel Sound                                      | Llorca                    |  |
| 12.   | Moonlight (Remix)                                    | Hardkandy                 |  |
| 13.   | Take Me Higher                                       | Fertile Ground            |  |
| 14.   | Downtown Tazacorte                                   | De-Phazz                  |  |
| 15.   | Half Pint                                            | Projections               |  |
| 16.   | We're Gettin' Down                                   | 4 Hero aka TEK 9          |  |
| 17.   | Sing It Back (Can 7 1930's Mix)                      | Moloko                    |  |
| 77:00 |                                                      |                           |  |